# Perumagalur
Perumagalur là một thị xã panchayat của quận Thanjavur thuộc bang Tamil Nadu, Ấn Độ.

## Nhân khẩu
Theo điều tra dân số năm 2001 của Ấn Độ, Perumagalur có dân số 5405 người. Phái nam chiếm 48% tổng số dân và phái nữ chiếm 52%. Perumagalur có tỷ lệ 64% biết đọc biết viết, cao hơn tỷ lệ trung bình toàn quốc là 59,5%: tỷ lệ cho phái nam là 74%, và tỷ lệ cho phái nữ là 55%. Tại Perumagalur, 10% dân số nhỏ hơn 6 tuổi.